# Barbe
Die Barbe, auch Flussbarbe, Barbel oder Pigge (Barbus barbus) genannt, ist ein europäischer Süßwasserfisch aus der Familie der Karpfenfische (Cyprinidae). Sie war im Jahr 2003 in Deutschland Fisch des Jahres und im Jahr 2022 in Österreich Fisch des Jahres.

## Verbreitung

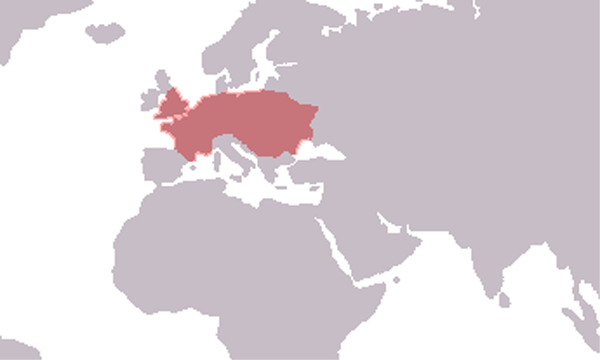
Verbreitung der Barbe

Die Art kommt in Europa von den Pyrenäen bis zum Pregel und zum Dnepr vor. Sie fehlt südlich der Alpen, in Skandinavien, im größten Teil Griechenlands und in Südbulgarien. In Großbritannien lebt sie nur im äußersten Südosten. Neben der Nominatform werden drei Unterarten unterschieden, B. b. gallicus in der Garonne, B. b. macedonicus in Dalmatien und B. b. thessalus in Thessalien. Die Barbe lebt in sauerstoffreichen Fließgewässern mit sandigem oder kiesigem Bodengrund, der nach ihr genannten Barbenregion.

## Merkmale
Die Barbe hat einen lang gestreckten Körper, die Bauchlinie ist fast gerade, der Rücken nur leicht gewölbt. Ihr Körper ist mit mittelgroßen Schuppen besetzt, entlang des Seitenlinienorgans hat sie 55 bis 65 Schuppen. Die Flussbarbe hat ein rüsselartiges, unterständiges Maul mit fleischigen Lippen und vier dicken Barteln an der Oberlippe, von denen auch ihr Name abgeleitet ist (lateinisch barba ‚Bart‘). Der Rücken ist braun oder grüngrau gefärbt, die Flanken heller, grünlich bis graugelb oder goldgelb schimmernd, der Bauch weißlich. Brust-, Bauch- und Afterflosse, sowie der untere Teil der Schwanzflosse können rötlich sein, die Rückenflosse und der obere Teil der Schwanzflosse farblos oder grünlich. Die Schlundzähne sind bei der Barbe "dreireihig" angeordnet. Männchen bekommen zur Laichzeit zahlreiche, in Reihen angeordnete weiße Knötchen auf der Kopfoberseite und im Nacken, den Laichausschlag. Die Barbe erreicht eine Länge von 25 bis 75 cm, in Ausnahmefällen wird sie bis zu einem Meter lang.
Flossenformel: Rückenflosse III–IV/7–9, Afterflosse II-III/5–6,
Brustflosse I/15–16, Bauchflosse II/8, Schwanzflosse 19–20

## Lebensweise

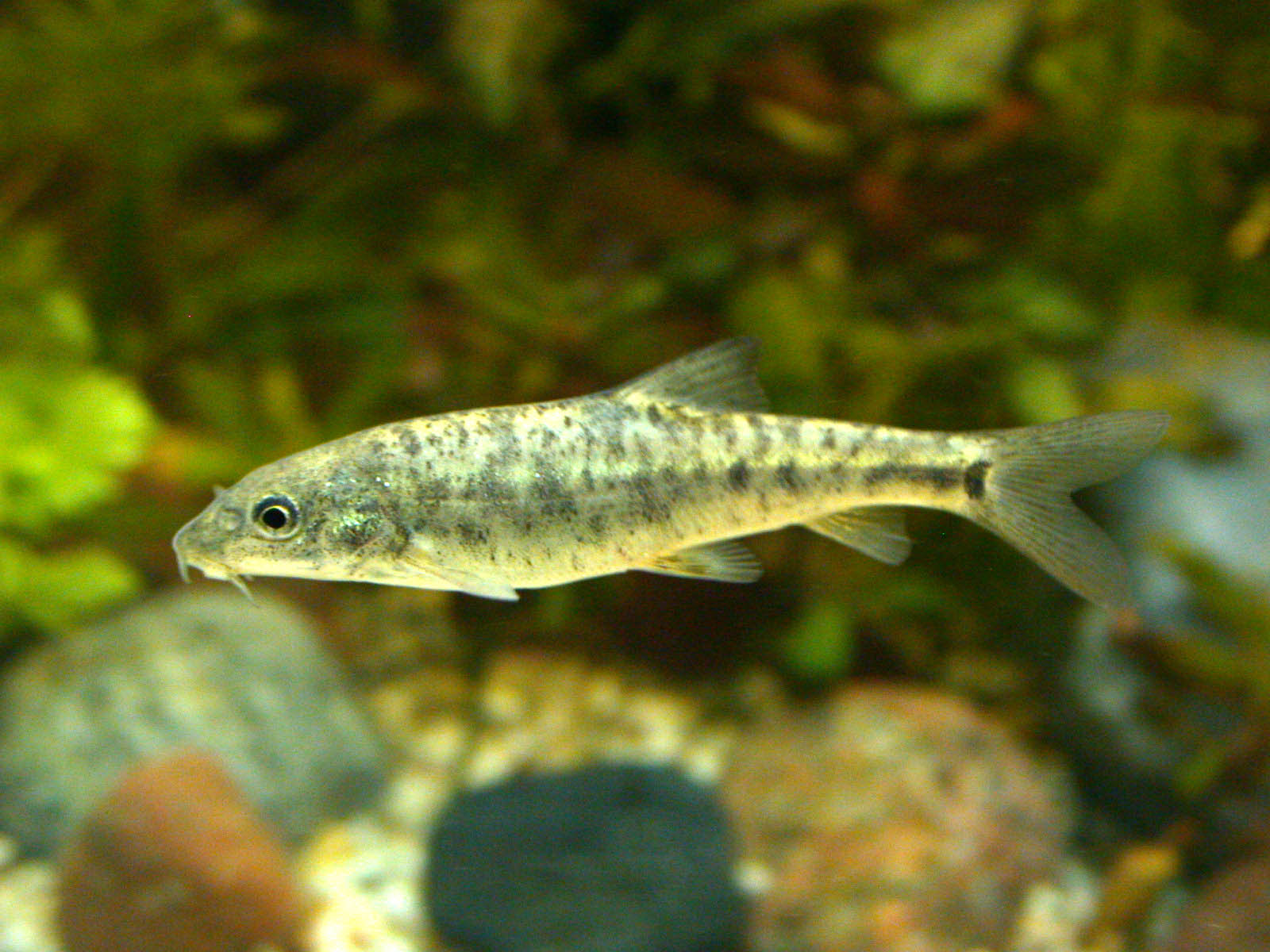
Junge Barbe

Die Barbe lebt gesellig und hält sich oft in Bodennähe auf. Sie ist eine strömungsliebende (rheophile) Fischart. Barben gehen am Tag wie auch in der Nacht auf Nahrungssuche und ernähren sich von benthischen Invertebraten, kleinen Fischen und teilweise auch von Algen. Die Fische überwintern in großen Gruppen an strömungsarmen Stellen der Flüsse. Weibchen sind in der Regel größer als Männchen.
Zur Laichzeit, die in die Monate Mai bis Juli fällt, ziehen die Barben in Schwärmen flussaufwärts. Weibchen laichen erstmals zwischen dem 3. und 7. Lebensjahr, Männchen werden zumeist 1 bis 2 Jahre früher geschlechtsreif. Die Abgabe der nicht-klebrigen Eier erfolgt in eine Laichgrube in lockerem Kies. Oft warten viele kleine Männchen in der Nähe von Laichgruben, um ein Paar bei der Eiabgabe des Weibchens zu "überfallen" und die Eier ebenfalls zu befruchten. Diese Männchen werden auch als "sneaker" bezeichnet. Es wurden schon bis zu 130 Männchen und ein Weibchen an einer Laichgrube gesichtet.

## Gefährdungssituation
Die Weltnaturschutzunion IUCN führt die Barbe in der Roten Liste gefährdeter Arten als nicht gefährdet (Least Concern), sie ist in Deutschland aber als eine Verantwortungsart innerhalb der Nationalen Strategie zur biologischen Vielfalt der Bundesregierung eingestuft. Sie ist eine weit verbreitete Art und hatte drastische Veränderungen infolge von Verschmutzung und Gewässerregulierungen zu verkraften, ihre Situation verbessert sich allerdings wieder.

## Sonstiges
Der Rogen der Barbe und das ihn umgebende Bauchfleisch sind für Menschen ungenießbar und führen, in rohem ebenso wie in gegartem Zustand verzehrt, zu Übelkeit.